# Crossing the Rubicon
Crossing the Rubicon är det tredje studioalbumet av den svenska rockgruppen The Sounds, utgivet i juni 2009.
Tillika Dying to Say This to You pusslades även det här albumet ihop både vid Malmö-studion Arnioki Studios och vid flera studior i USA, varav de flesta i New York. Under produktionen valde gruppen dock att inte arbeta med någon professionell producent och samtidigt ge ut albumet på deras eget nybildade skivbolag Arnioki Records (distribueras av Warner Music Sweden). Albumet finansierades helt genom medlemmarnas privata ekonomi. I Sverige uppnådde albumet ungefär samma popularitet som sin föregångare men blev betydligt mer framgångsrikt i USA, med plats 64 på amerikanska Billboard 200-listan.
Första singeln från albumet var "No One Sleeps When I'm Awake", som släpptes den 17 april 2009 digitalt via iTunes Store och hamnade 26:a på den svenska singellistan. Den visar upp en renare rockproduktion där elgitarren står mer i centrum än syntheziser. Uppföljaren, "Beatbox", kom ut i januari 2010, den här gången endast som digital nedladdning. Till båda singlarna har det även gjorts musikvideor.
Skivomslaget visar en stegrande häst, handmålad i en mörkblå nyans.

## Låtlista
| Nr  | Titel                        | Text                                               | Musik                         | Längd |
| --- | ---------------------------- | -------------------------------------------------- | ----------------------------- | ----- |
| 1.  | No One Sleeps When I'm Awake | Rodriguez, Anderberg, Nilsson, Ivarsson            | Rodriguez, Anderberg          | 4:22  |
| 2.  | 4 Songs & A Fight            | Rodriguez, Anderberg                               | Rodriguez, Anderberg          | 3:24  |
| 3.  | My Lover                     | Rodriguez, Anderberg                               | Rodriguez, Anderberg          | 4:25  |
| 4.  | Dorchester Hotel             | Rodriguez, Anderberg                               | Rodriguez, Anderberg          | 4:08  |
| 5.  | Beatbox                      | Rodriguez, Anderberg                               | Rodriguez, Anderberg          | 4:02  |
| 6.  | Underground                  | Rodriguez, Anderberg, Ivarsson                     | Rodriguez, Anderberg          | 3:47  |
| 7.  | Crossing the Rubicon         | Nilsson                                            | Rodriguez, Anderberg, Nilsson | 2:03  |
| 8.  | Midnight Sun                 | Rodriguez, Anderberg, Nilsson, Ivarsson            | Rodriguez, Anderberg          | 4:30  |
| 9.  | Lost in Love                 | Rodriguez, Anderberg, Nilsson, Ivarsson, Bengtsson | Rodriguez, Anderberg, Nilsson | 5:05  |
| 10. | The Only Ones                | Rodriguez, Anderberg                               | Rodriguez, Anderberg          | 4:44  |
| 11. | Home Is Where Your Heart Is  | Rodriguez, Anderberg, Nilsson                      | Rodriguez, Anderberg          | 7:39  |
| 12. | Goodnight Freddy (Gömd låt)  | –                                                  | Anderberg                     | 4:04  |

| 13. | No One Sleeps When I'm Awake (Arnioki Sessions) | 4:09 |

## Listplaceringar
| Listor (2009)          | Högsta placering |
| ---------------------- | ---------------- |
| Finländska albumlistan | 4                |
| Svenska albumlistan    | 14               |
| USA Billboard 200      | 64               |
| USA Alternative Albums | 20               |
| USA Independent Albums | 9                |
| USA Rock Albums        | 25               |

## Medverkande
The Sounds
- Maja Ivarsson – sång
- Felix Rodriguez – gitarr, sång
- Johan Bengtsson – bas
- Jesper Anderberg – keyboard, synthesizer, piano, gitarr, sång
- Fredrik Nilsson – trummor, slagverk

Produktion
- Producerad av The Sounds, Adam Schlesinger, James Iha, Matt Mahaffey, Jeff Turzo, Tim Anderson, Mark Saunders och Daniel Johannson
- Mixad av Tim Palmer